# فروپاشی (مینی‌سریال)
فروپاشی (انگلیسی: The Undoing) یک مینی‌سریال درام_روانشناختی آمریکایی محصول اچ‌بی‌او به نویسندگی دیوید ای کلی است که در اکتبر ۲۰۲۰ منتشر شد و بر اساس رمانی نوشته جین هانف کورلیتز است.

## بازیگران
- نیکول کیدمن در نقش گریس فریزر
- هیو گرانت در نقش جاناتان فریزر
- ادگار رامیرس در نقش کاراگاه جو مندوزا
- نوا یوپ در نقش هنری فریزر
- لی‌لی ریب در نقش سیلویا استینتز
- ماتیلده د آنجلیس در نقش النا آلوز
- اسماعیل کروز کوردوا در نقش فرناندو آلوز
- ادن الکساندر در نقش میگل آلوز
- آنالی اشفرد در نقش الکسیس یانگ
- فالا چن در نقش جولن مک کال
- ماریا دیزیا در نقش دایانا پورتر[۲]
- رزماری هریس در نقش جنت فریزر
- جنل ملونی در نقش سالی میبوری
- جیسون کراویتز در نقش دکتر استورات روزنفیلد
- دونالد ساترلند در نقش فرانکلین رینهارت
- نوما دومزونی در نقش هیلی فیتزجرارد
- سوفی گرابول در نقش کاترین استمپر[۳]
- داگلاس هاج در نقش روبرت ادلمن
- ایدرین لنکس در نقش قاضی لایلا اسکات